# Vlajka Jaroslavské oblasti

Vlajka Jaroslavské oblasti
Poměr stran: 2:3

Vlajka Jaroslavské oblasti, jedné z oblastí Ruské federace, je tvořena žlutým listem o poměru stran 2:3, v jehož středu je umístěn černý, stojící medvěd, který drží levou tlapou na levém rameni stříbrnou sekeru (halapartnu) s červeným topůrkem.
Symbol medvěda vychází z pověsti o zbudování města Jaroslavli ze 17. století, v které mezi roky 1025 a 1036 projížděl oblastí kyjevský velkokníže Jaroslav I. Moudrý. Ten se opozdil za svou družinou a poblíž soutoku Volhy s říčkou Kotorostí ho napadla medvědice, kterou zabil toporem – sekerou.

## Historie
Ivanovská oblast vznikla 11. března 1936, v současných hranicích je od 13. srpna 1944. V sovětské éře oblast neužívala žádnou vlajku.
31. října 1997 byla (nařízením gubernátora č. 689) vyhlášena první soutěž na návrh symbolů oblasti. 15. července 1998 byla soutěž (stanovením podmínek v návrhu zákona „O státních symbolech Jaroslavské oblasti a nařízením gubernátora č. 458) znovuvyhlášena. 24. ledna 2001 doporučil (dopisem č. A23-2-7) tajemník heraldické rady prezidenta Ruské federace Alexandr Geraldovič Cvetkov, aby byl, při tvorbě oblastní vlajky, použit motiv medvěda na žlutém listu.
27. února 2001 byl oblastní dumou schválen zákon č. 17-z „O znaku a vlajce Jaroslavské oblasti”. 7. března zákon podepsal gubernátor Anatolij Ivanovič Lisicyn a 13. března 2001 (zveřejněním v listu Gubernskije věsti č. 19) nabyl účinnosti.
Zákon byl publikován bez obrazových příloh, kresbu vlajky proto zpracoval výtvarník N. V. Koškin a tato byla 25. června 2001 schválena heraldickou radou gubernátora.

## Vlajky rajónů a okruhů Jaroslavské oblasti
Jaroslavska oblast se člení na 3 městské okruhy a 16 rajónů (Pereslavský rajón byl k 31. prosinci 2018 zrušen).
Městské okruhy

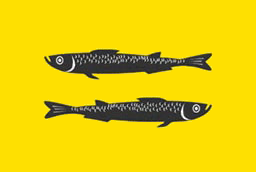
Pereslavl-Zalesskij (I) Poměr stran: 2:3
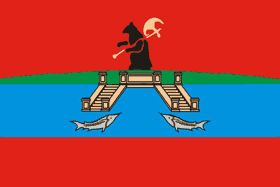
Rybinsk (II) Poměr stran: 2:3
Jaroslavl (III) Poměr stran: 2:3

Rajóny

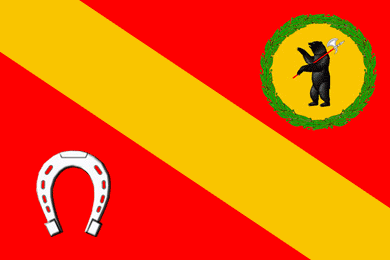
Bolšeselský rajón (1) Poměr stran: 2:3
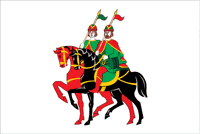
Borisoglebský rajón (2) Poměr stran: 2:3
Brejtovský rajón (3) Poměr stran: 2:3
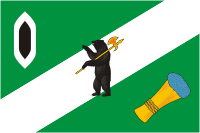
Gavrilov-Jamský rajón (4) Poměr stran: 2:3
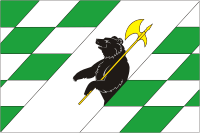
Danilovský rajón (5) Poměr stran: 2:3
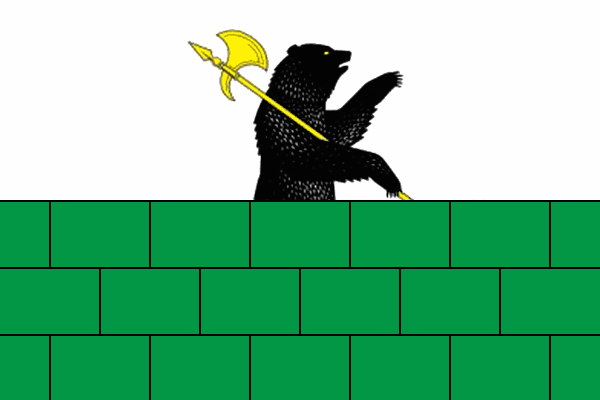
Ljubimský rajón (6) Poměr stran: 2:3
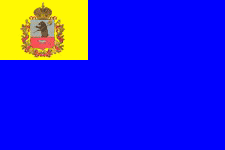
Myškinský rajón (7) Poměr stran: 2:3
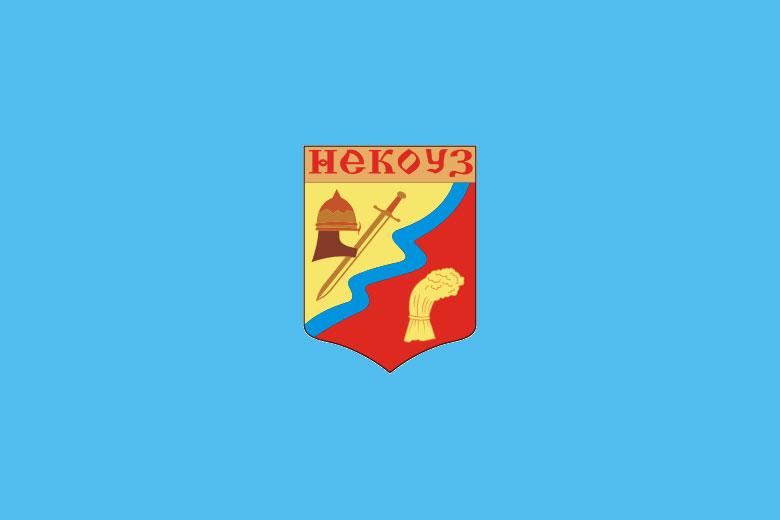
Někouzský rajón (8) Poměr stran: 2:3
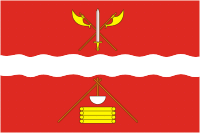
Někrasovský rajón (9) Poměr stran: 2:3
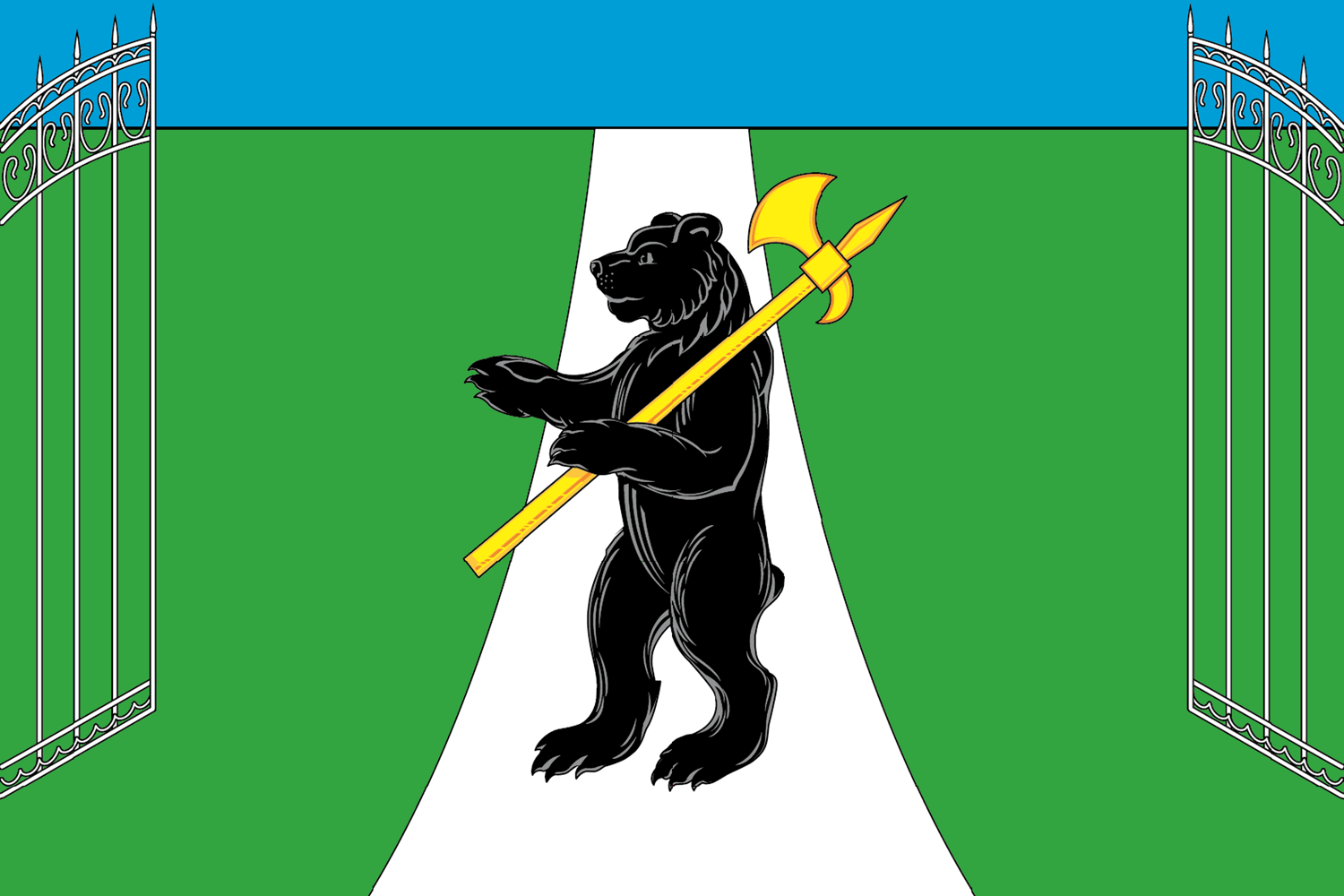
Pervomajský rajón (10) Poměr stran: 2:3
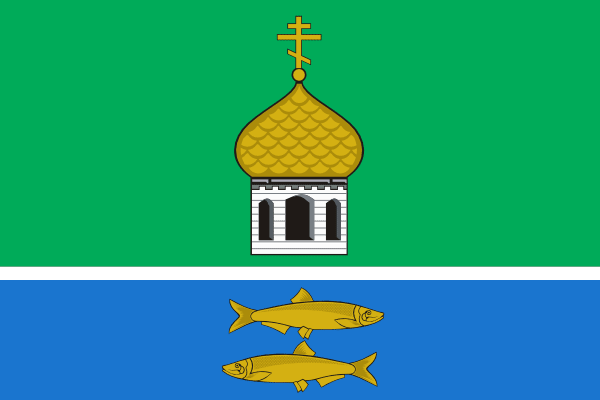
Pereslavský rajón (11, 2018 zrušen) Poměr stran: 2:3
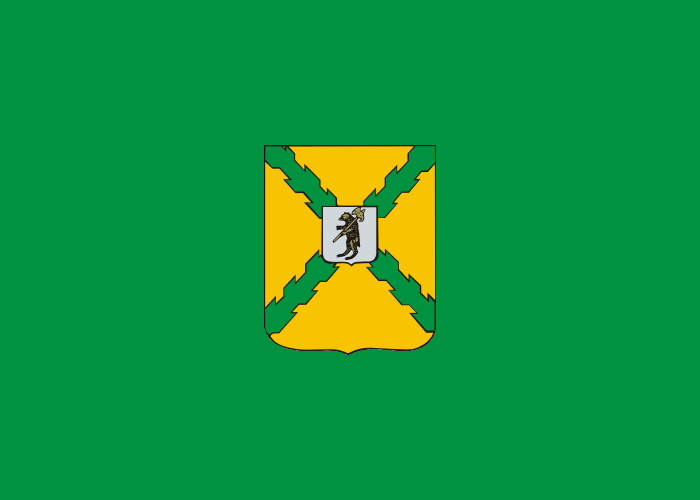
Pošechonský rajón (12) Poměr stran: 2:3
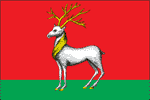
Rostovský rajón (13) Poměr stran: 2:3
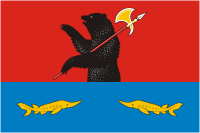
Rybinský rajón (14) Poměr stran: 2:3
Tutajevský rajón (15) Poměr stran: 2:3
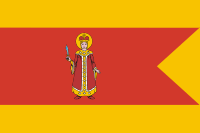
Ugličský rajón (16) Poměr stran: 2:3
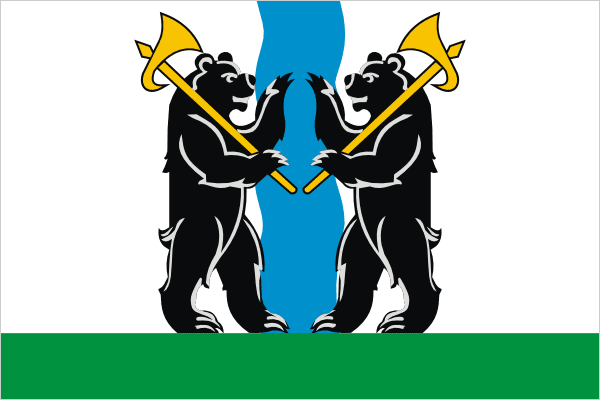
Jaroslavský rajón (17) Poměr stran: 2:3